# Parco nazionale Nahuel Huapi
Il parco nazionale Nahuel Huapi è un'area naturale protetta  ubicata al confine tra la provincia di Neuquén e la provincia di Río Negro, nella regione geografica della Patagonia, in Argentina. È, cronologicamente, il più antico tra i parchi nazionali argentini.
Fu istituito nel 1934, in seguito alla donazione, il cui fine era l'istituzione di un parco, di una superficie di 7.000 ettari da parte di Francisco Pascasio Moreno. Il parco si estende per 712.160 ha in una fascia di territorio larga 60 km e lunga 170 km, disposta da nord a sud sulla cordigliera delle Ande.
Il parco Nahuel Huapi è internazionalmente famoso per le sue attrattive geografiche, tra le quali lago Nahuel Huapi e l'imponente cerro Tronador. A queste si aggiunge il variegato paesaggio di montagne, valli e gli oltre 60 tra laghi e stagni nonché l'elevato numero di corsi d'acqua. Il parco, ubicato ad una quota variabile tra i 700 ed i 3.400 m s.l.m., si distingue come ecosistema rappresentativo delle Ande patagoniche, costituendo l'habitat per oltre un migliaio di specie botaniche superiori e circa 300 specie di animali vertebrati. Le specie viventi sono distribuite in quattro ambienti: l'altopiano andino, il bosco andino patagonico, il bosco umido e la steppa patagonica.
Il parco è gestito dall'Administración de Parques Nacionales, la quale promuove la visita alle diverse attrattive dell'area protetta. La città più popolosa entro i confini del parco è San Carlos de Bariloche, posta lungo la riva sud del lago Nahuel Huapi, che funge anche da base principale per le attività turistiche, ricreative, sportive e scientifiche che si svolgono nel territorio del parco nazionale. Villa La Angostura è l'altra cittadina posta entro i confini del parco e che si trova lungo la costa nord del lago.

## Storia

### I primi abitanti

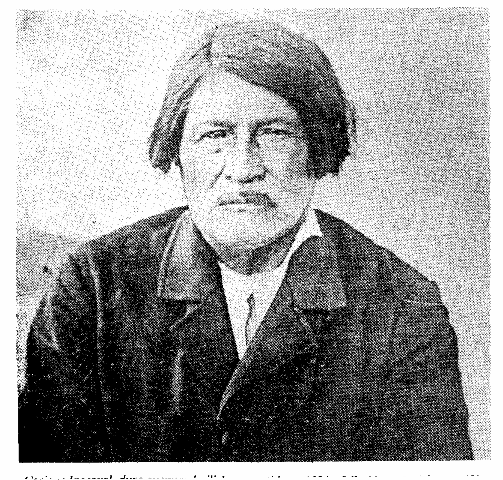
Il cacique Inacayal (1885 circa), capo degli indigeni della regione nel XIX secolo.

La datazione dei reperti archeologici ha consentito di stabilire che la regione è stata frequentata dall'uomo almeno da 10.600 anni. I primi abitanti della zona erano probabilmente tribù di cacciatori-raccoglitori che fecero il loro ingresso dal nord del continente. Tuttavia, alcuni studi basati su reperti ritrovati nella zona del Nahuel Huapi, hanno permesso di stimare la datazione dei primi insediamenti a circa 13.000 anni fa.
Le informazioni disponibili indicano che le tribù dei poya, dei puelche, dei vuriloche e dei pehuenche vissero nella zona fino al XVII secolo, quando arrivarono i mapuche provenienti dal Cile. Secondo quanto riportato nelle relazioni di padre Mascardi, fino al 1670 nella zona del lago Nahuel Huapi vivevano tre gruppi indigeni differenti.
I puelches del Nahuel Huapi erano stanziati lungo tutto il perimetro del lago e sulla isla Victoria, recandosi spesso nella zona della steppa. Per i loro spostamenti utilizzavano la dalca, una specie di canoa smontabile in legno. Spesso oltrepassavano le montagne e, navigando sul lago Todos los Santos e sul seno Reloncaví, arrivavano fino a Chiloé. Parlavano una propria lingua, il veliche. Si trattata di un dialetto della lingua mapudungún, parlata dalle popolazioni Huilliches che vivevano a sud del río Toltén, in Cile. Si stabilirono, fino alla fine del XVII secolo entro il confine nord, marcato dal río Limay, e in prossimità del vulcano Lanín.
I poya, cacciatori-raccoglitori, vivevano ad est e a sud del lago Nahuel Huapi, e furono in seguito indicati con il nome di Tehuelche. Anche queste popolazioni parlavano una propria lingua. Per la caccia si avvalevano di arco, frecce, bolas e cani. Abitavano in tende di pelle e si vestivano con le pellicce conciate del guanaco.

### Le incursioni spagnole
Durante il XVI e il XVIII secolo la regione fu oggetto di alcune spedizioni militari spagnole provenienti dal Cile. I soldati attraversavano le Ande per attaccare gli indigeni che vivevano su quel versante della Cordigliera, nell'ambito degli interventi volti a controllare le loro azioni nelle città coloniali cilene.
Gli europei frequentarono la regione a partire dal XVII secolo. Per una serie di ragioni storiche, politico-sociali ed economiche il territorio fu inizialmente considerato cileno. Questo fatto dipese dall'avanzata spagnola che, partita dal Perù, procedeva verso sud portando alla fondazione di varie città nel territorio del Cile, durante la seconda metà del XVI secolo, e che incontrò la forte resistenza da parte delle popolazioni native, denominate genericamente "araucanos".
A causa della pressione esercitata dagli indigeni che attraversavano le montagne, gli spagnoli compirono una serie di incursioni armate (chiamate "malocas") al fine di contrastarne il passaggio. In questo contesto il Capitano Juan Fernández giunse al lago Nahuel Huapí nel 1620, concentrandosi però nella ricerca della "Ciudad de los Césares". Una leggenda dell'epoca menzionava l'esistenza di una città abitata dagli spagnoli sopravvissuti alle spedizioni verso il sud della Patagonia, oppure fondata da Pedro Sarmiento de Gamboa o, ancora, abitata dai fuggitivi della città di Osorno, nel sud del Cile, incendiata durante una grande rivolta degli indigeni. Secondo la leggenda i sopravvissuti fondarono una città ricca d'oro ed argento e questo incoraggiò i viaggiatori dell'epoca alla sua ricerca. Juan Fernández percorse quello che era denominato Camino de las Lagunas, che comprendeva la navigazione marittima (Chiloé-Seno Reloncaví) e lacustre (Lago de Todos los Santos) e infine l'attraversamento delle montagne per arrivare al lago Nahuel Huapi, dal quale si riprendeva la navigazione verso est. Questa via di comunicazione era utilizzata anche dagli indigeni.

### La presenza dei missionari gesuiti
I sacerdoti gesuiti fondarono una missione nella zona del Nahuel Huapi che ebbe un'esistenza piuttosto difficile. I missionari (Mascardi, Guillelmo, Laguna, Zúñiga ed Elguea) morirono tutti e la missione fu distrutta due volte dagli incendi e le precarie vie d'accesso rendevano molto difficili le comunicazioni e l'approvvigionamento dal Cile.
Il comportamento degli spagnoli nella metà del XVIII secolo fu contraddittorio. Mentre da un lato promuovevano una politica di impegno con le comunità indigene, dall'altro fingevano di non sapere degli abusi commessi dagli ufficiali dell'esercito, che compivano spesso delle spedizioni per fini schiavistici e questo fatto portava alla reazione ostile delle tribù vittime delle angherie. Perciò il missionario gesuita Diego de Rosales attraversò le Ande nel 1653 con lo scopo di pacificare gli animi delle comunità stanziate ad est della catena montuosa. Dopo il 1670 giunse nella regione padre Nicolò Mascardi, proveniente dalla missione gesuita di Chiloé. Mascardi tentò di difendere gli interessi dei villaggi frequentemente attaccati dai soldati spagnoli provenienti dal Cile ma la sua opera venne interrotta nel 1674, con la morte per mano di un gruppo di indigeni ostili. Nel 1703 padre Felipe Laguna (Philip Van der Meeren) riprese la missione, al quale si aggiunse più tardi anche padre Guillelmo. La missione durò fino al 1717, quando venne ucciso dagli indigeni Francisco de Elgueta, successore di Guillelmo. La missione fu saccheggia e incendiata e i gesuiti abbandonarono la zona.
Tracce di questi contatti tra gli spagnoli e gli indigeni sono state ritrovate in un sito archeologico della penisola di Llao Llao. Il sito potrebbe essere servito come punto intermedio per il transito dei gesuiti diretti alla missione che si trovava lungo la costa nord-est del lago.

### Il perito Moreno e la creazione del parco

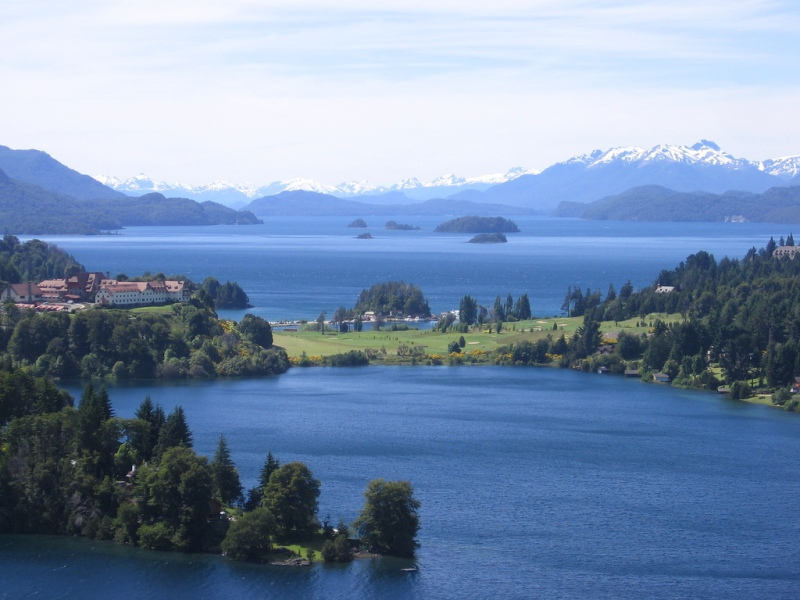
Vista del lago Nahuel Huapi, della penisola di Llao Llao e della Cordigliera delle Ande, dal cosiddetto "Punto panorámico".

La zona fu frequentemente visitata da Francisco Moreno che, il 22 gennaio 1876 fu il primo uomo bianco che giunse lungo le sponde del lago Nahuel Huapi dall'oceano Atlantico. Moreno fu un membro molto attivo della Comisión de Límites, che si occupava della risoluzione delle questioni relative alla demarcazione della linea di frontiera tra l'Argentina e il Cile. Il governo argentino, per riconoscenza del lavoro svolto, concesse con la legge 4192, una superficie pari a circa 25 leghe di terre demaniali in un punto a sua scelta nel territorio della Patagonia. Moreno scelse queste terre nella zona che oggi è occupata dal parco nazionale. Nel 1903 Moreno donò allo stato 7.000 ettari di queste terre allo scopo di conservarne la fisionomia naturale e di realizzarvi solamente le opere necessarie alla fruizione da parte dei visitatori dell'area. Vendette la restante superficie per realizzare, con il guadagno ottenuto, delle mense per gli indigenti.
Il 1º febbraio 1904 il governo accettò la donazione di Moreno e nel 1916, con un decreto emanato il 26 maggio, fu nominato un incaricato per la prima riserva naturale del territorio argentino. Don Jorge Newbery, abitante della regione, accettò l'incarico ad-honorem. Nel 1922, sulla base della donazione di Moreno, fu istituito il primo parco nazionale, chiamato  "Del Sud", con una superficie di 785.000 ettari. Nel 1934, per effetto della legge 12.103, furono istituiti la Dirección de Parques Nacionales, il parco nazionale Nahuel Huapi e il parco nazionale Iguazú.
Nel 1971 la penisola di Quetrihué, situata nella riva nord del lago Nahuel Huapi, faceva parte parco nazionale Nahuel Huapi. Si decise quindi di separarla creando il parco nazionale Los Arrayanes. La decisione fu presa per l'importanza della formazione boscosa che si trova nell'estremo sud, composta esclusivamente di arrayan (Luma apiculata), un albero della famiglia delle mirtacee dalla vistosa corteccia dal colore dorato e dalla crescita lenta.

## Territorio

### Geologia

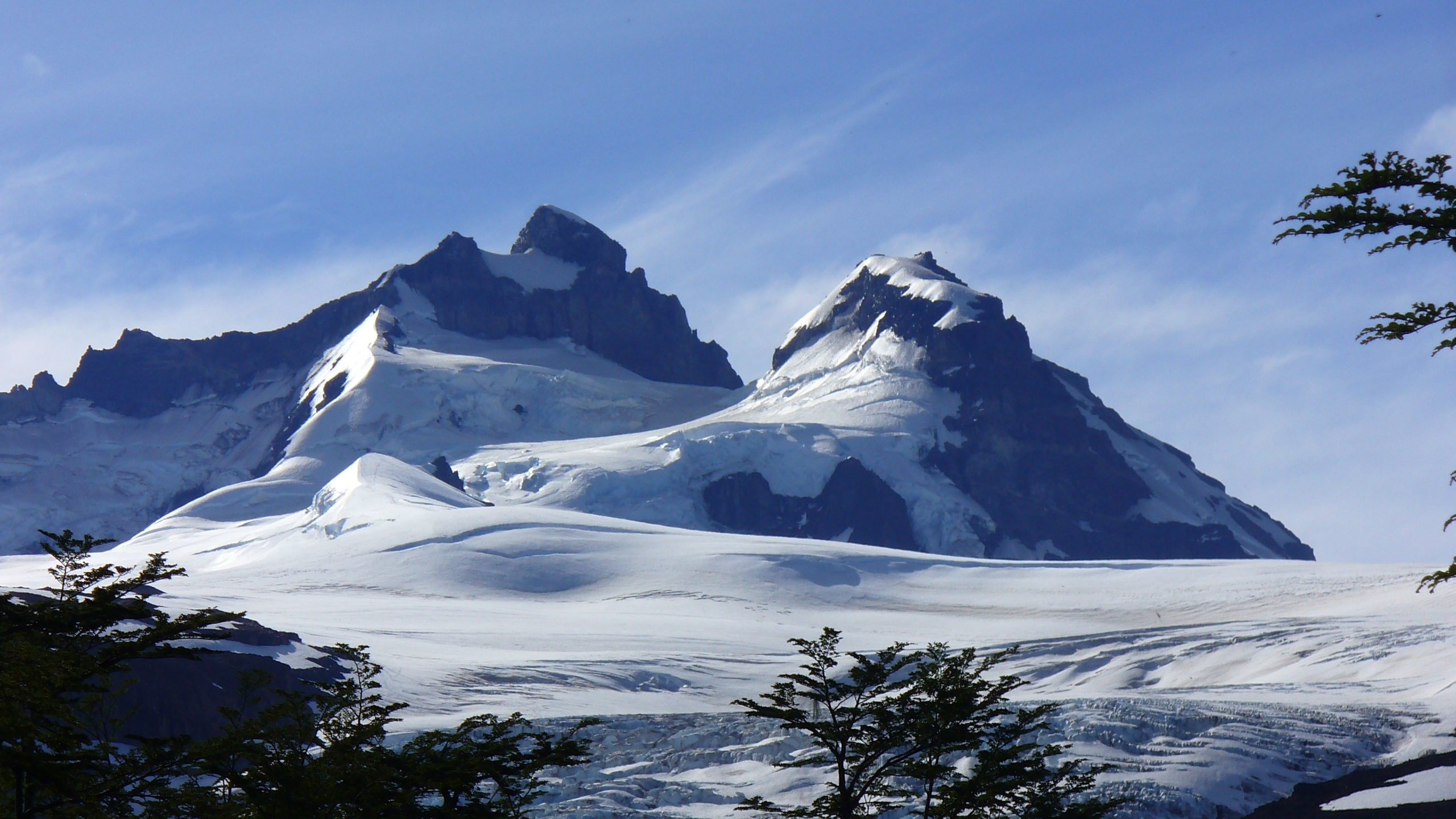
Il Cerro Tronador.

La geologia e la geografia dell'area del Nahuel Huapi è il risultato di una serie di processi formativi e di trasformazioni avvenuti nell'arco di milioni di anni. È caratterizzata da affioramenti di rocce antiche. Inizialmente la zona era un fondale marino relativamente poco profondo. Circa 200 milioni di anni fa iniziarono a manifestarsi fenomeni vulcanici con l'eruzione di lave che costituirono le rocce ignee. In particolare i processi che hanno portato alla modifica degli strati terrestri con fenomeni legati alla tettonica delle placche sono stati determinanti nella conformazione della Cordigliera delle Ande, sulla quale si trova una parte importante del parco. Circa 65 milioni di anni fa la Cordigliera iniziò il suo processo di sollevamento, dovuto alla subduzione della placca di Nazca sotto la placca sudamericana. Durante questo processo la crosta si fratturò, originando una serie di vulcani. Successivamente, circa 2,5 milioni di anni fa, cominciò l'accumulo di neve e ghiaccio sulle cime più elevate, formando ghiacciai. Il movimento discendente delle masse di ghiaccio scolpì le numerose valli con il tipico profilo a U, formando quei paesaggi visibili ancora oggi.

#### Processi orogenetici

Schema dello scontro tra la placca di Nazca e la placca Sudamericana che portò alla formazione delle Ande.

Durante l'era Paleozoica, da 300 a 400 milioni di anni fa, tutta la zona occupata dal parco era sommersa da un mare temperato poco profondo. Durante il periodo Carbonifero e Permiano la temperatura scese al punto da dare inizio alla formazione di importanti processi di glaciazione.
Circa 200 milioni di anni fa, durante il Mesozoico, ebbero inizio i processi vulcanici nella regione. Durante gli ultimi periodi dell'era Mesozoica, il Giurassico e il Cretaceo, l'attività vulcanica fu particolarmente violenta portando all'eruzione di lave ignee. L'erosione ha ridotto notevolmente le cime originatesi in quel periodo, come il Cerro Carbón, il Cerro Ñireco, il Cerro Blanco e il Cerro Ventana, tutti ubicati nella zona sud-est del parco.
Sul finire dell'era Mesozoica, al termine del Cretaceo superiore, circa 65 milioni di anni fa, la cordigliera delle Ande comincia lentamente ad innalzarsi sotto la spinta generata dalla subduzione della placca di Nazca sotto la placca Sudamericana. Durante l'era Terziaria e in particolare durante il Miocene, tra i 30 e gli 11 milioni di anni fa, il movimento di innalzamento aumento il ritmo. Questi movimenti furono accompagnati dalla formazione di vulcani nella Cordigliera, come il Cerro Tronador. Durante il Pliocene e all'inizio del Pleistocene continuarono i movimenti di innalzamento, benché di minore intensità.
Le geografia attuale dell'area del parco è stata modellata, nelle forma ancora oggi visibili, dai processi erosivi glaciali. La glaciazione del Pleistocene ebbe inizio circa 2,5 milioni di anni fa. Le cause che portarono al manifestarsi delle ere glaciali sono tuttavia un tema ancora controverso. Secondo alcuni studiosi il processo potrebbe essere connesso ad un aumento delle dimensioni dei continenti e al corrispondente declino degli oceani, che avrebbe potuto portare ad un calo della temperatura globale, con la conseguente crescita della massa dei ghiacciai. Tuttavia vi è consenso sul fatto che anche molti altri fattori siano importanti, tra i quali: la composizione dell'atmosfera, i cambiamenti dell'orbita della Terra rispetto al Sole (chiamati cicli di Milanković, i cambiamenti dell'orbita del Sole rispetto al centro della galassia), la dinamica delle placche tettoniche e l'effetto relativo alla quantità di crosta oceanica e terrestre rispetto alla superficie della Terra, le variazioni dell'attività solare, la dinamica orbitale del sistema Terra-Lunae l'impatto di qualche meteorite di grandi dimensioni o l'effetto delle eruzioni vulcaniche.
La cordigliera Patagonica fu ricoperta da un grande campo glaciale. Le successive glaciazioni del Pleistocene rimodellarono il paesaggio e le montagne del parco. L'attività glaciale subì importanti fluttuazioni, con quattro grandi avanzate e retrocessioni. L'ultima grande avanzata giunse al culmine circa 36.000 anni fa. Durante l'ultima glaciazione grosse cappe di ghiaccio ricoprirono gran parte dell'area del parco e ne plasmarono la geografia secondo le caratteristiche attuali, per effetto del peso e del movimento dei ghiacci.
Circa 11.000 anni fa cominciò il ritiro delle grandi masse di ghiaccio, come conseguenza di un aumento della temperatura ambientale che si protrasse nel tempo. Il paesaggio era cambiato e le strette valli primitive erano state allargate ed erose dall'azione prolungata del ghiaccio sulle rocce. Esempio ne sono le valli del fiume Rucaco, del fiume Casa de Piedra, la valle del Casalata e la valle che arriva alla Laguna Negra. I ghiacciai del Pleistocene smossero enormi massi di pietra portandoli nelle attuali posizioni, disperdendoli nelle valli e nei letti dei fiumi.
Con lo scioglimento dei ghiacci e il ritiro dei ghiacciai le cavità e le depressioni furono occupate dagli innumerevoli laghi che si trovano nella zona. Le spiagge di moti di questi laghi sono formate da ciottoli tondeggianti, residuo delle morene glaciali. Attualmente vi sono poche masse di ghiaccio residue che si ritrovano, principalmente, sul Cerro Tronador.

### Geografia

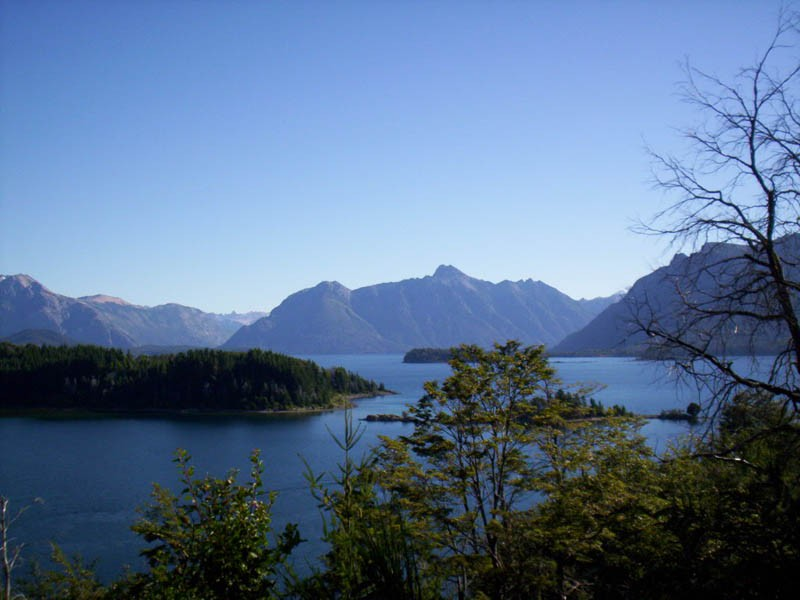
Il parco nazionale Nahuel Huapi in estate.

Il territorio del parco si presenta montagnoso, anche se si osserva una diminuzione dell'altezza delle vette, rispetto alle montagne ubitate più a nord. Ugualmente, le cime più elevate si possono trovare nella zona ad ovest, mentre la zona ad est del parco è occupata dalla steppa patagonica, caratterizzata da una geografia dai profili piuttosto lievi. La zona è stata modellata, come già detto, dall'erosione glaciale residuo della quale sono i numerosi depositi morenali. La maggior parte dei laghi presentano coste formate da ghiaia e ciottoli.
La montagna più elevata del parco è il Cerro Tronador, un vulcano inattivo che raggiunge i 3.491 metri, sul quale si trovano sette ghiacciai. Sul versante argentino si trovano i ghiacciai Frías, Alerces, Castaño Overo e Río Manso, mentre sul versante cileno si trovano i ghiacciai Peulla, Casa Pangue y Río Blanco. Il nome della montagna deriva dal rumore che produce la rottura del ghiaccio sulle sue pendici. Il Tronador offre interessanti possibilità per la pratica della scalata su ghiaccio. Un rifugio d'alta montagna permette il pernottamento ai piedi del ghiacciaio, così da poter permettere la scalata dell'ultimo tratto verso la vetta durante le prime ore del mattino.
Sulle pendici a nord-est del Cerro Catedral si trova una stazione sciistica. La conformazione del versante sud dà il nome alla montagna, per via degli imponenti picchi e guglie granitiche sulle quali è possibile svolgere attività di scalata su roccia. Il rifugio Emilio Frey (1.700 metri), situato sulle rive della laguna Toncek, è un punto pittoresco che permette il pernottamento degli scalatori. È possibile accedere al rifugio attraverso due vie distinte; una dal lato nord della montagna, con un sentiero che attraversa le distese rocciose che la costeggiano e l'altra per mezzo di un sentiero che costeggia il Cerro Catedral e la Laguna Schmoll, o attraverso una salita che parte dalle falde della montagna che si affacciano sul Lago Gutiérrez salendo lungo la valle del rio Van Titter.

#### Rilievi

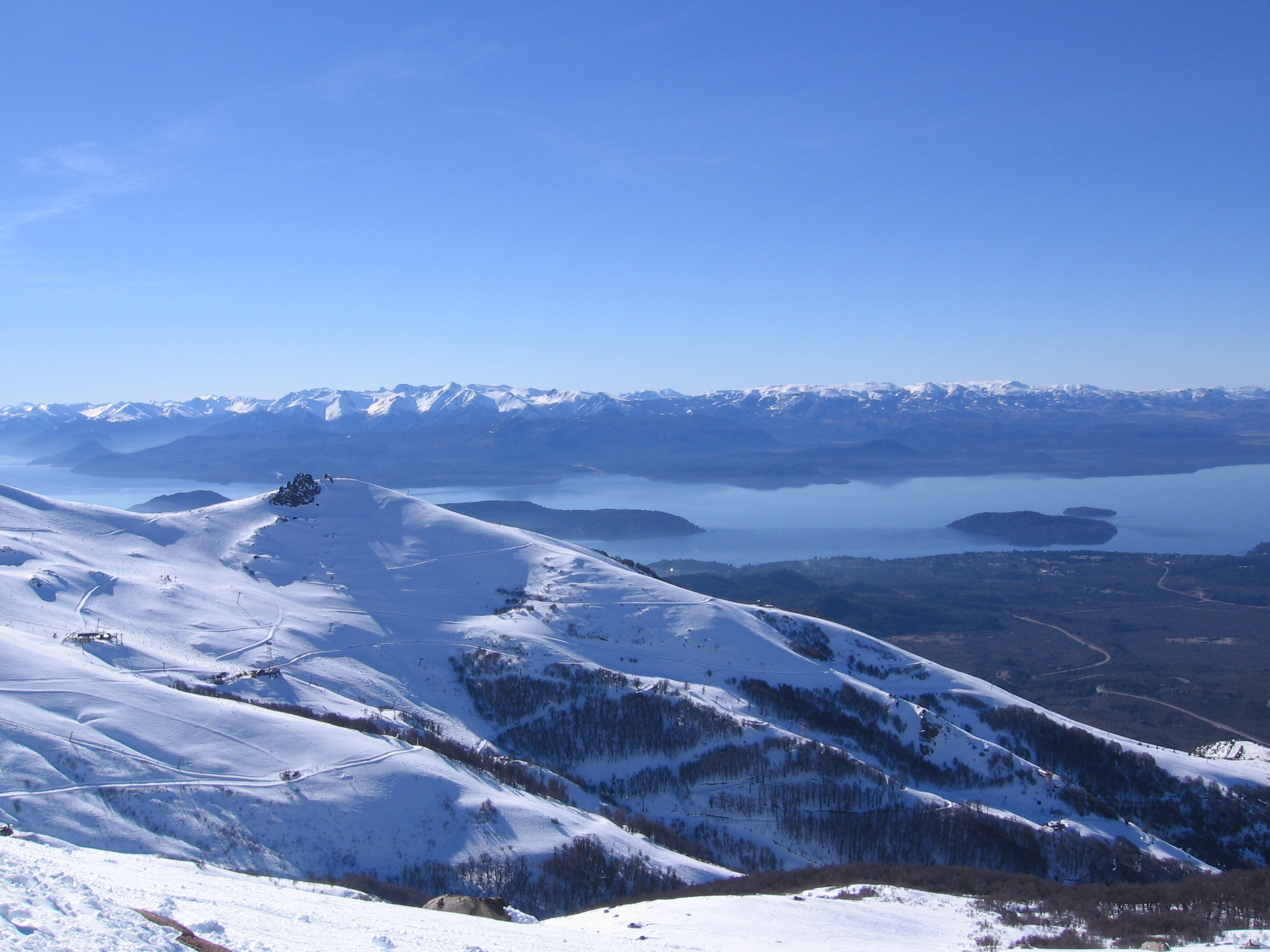
Vista dal Cerro Catedral in inverno.

Le cime montuose più importanti del parco nazionale sono:
- Cerro Otto (1.405 metri)
- Cerro Catedral (2.388 metri)
- Cerro López (2.075 metri)
- Cerro Ventana
- Cerro Navidad
- Cerro Tres Reyes
- Cerro Capilla
- Cerro de las Hormigas
- Cerro Punta Blanca
- Cerro Peñascoso (1.930 metri)
- Cerro Mirador (1.816 metri)
- Cerro Dormilón (1.785 metri)
- Pico Traful (2.040 metri)
- Cerro Alto Mahuida (2.052 metri)
- Cerro Belvedere (1.992 metri)
- Cerro Bayo (1.782 metri)
- Cerro Cuyín Manzano (2.220 metri)
- Cerro La Lagunita (1.720 metri)
- Cerro de las Ardillas (1.931 metri)
- Cerro Pelado (1.835 metri)
- Cerro Huemul (1.318 metri)
- Cerro Machete (1.816 metri)
- Cerro Ñireco (2.200 metri)
- Cerro Bonete (2.257 metri)
- Cerro Fuerte (2.113 metri)
- Cerro Carbón (1.580 metri)
- Cerro Blanco (2.205 metri)

#### Idrografia
Le intense precipitazioni, anche di carattere nevoso, che si registra nel territorio del parco e il disgelo estivo hanno prodotto una serie di numerosissimi laghi e stagni. Dalle vette montane scorrono verso valle un grande numero di fiumi e torrenti, alimentati dalle acque del disgelo, che si riversano nei laghi del parco. Il lago di maggiore estensione è il Nahuel Huapi, con una superficie di 557 km², posto ad un'altitudine di 700 m s.l.m. Sulle sue sponde sorgono le città di San Carlos de Bariloche e Villa La Angostura. si distinguono sette ramificazioni (o bracci): Campanario, de la Tristeza, Blest, Machete, del Rincón, Última Esperanza ed Huemul. La sua profondità massima è di 464 metri.
Il Nahuel Huapi è navigabile ed è inoltre possibile praticare la pesca sportiva, le immersioni, il windsurf e la navigazione a vela. Sul lago vi sono alcune isole la più visitata delle quali è l'Isola Victoria (31 km²). Le altre isole sono l'Isola Huemul, l'Isola de las Gallinas e l'Isola Centinela. Il lago sfocia nel río Limay che confluisce nel río Negro che sfocia, a sua volta, nell'Oceano Atlantico.
Altri importanti laghi entro il perimetro del parco sono il lago Moreno, il lago Traful, il lago Frey, il lago Fonck, il lago Hess, il lago Roca, il lago Martín, il lago Espejo, il lago Falkner, il lago Gutiérrez, il lago Mascardi, il lago Guillelmo, il Lago Steffen, il lago Angel Gallardo e il lago Villarino.
Il letto della maggior parte dei laghi e dei fiumi è costituito da ciottoli tondeggianti, prodotti dall'attività glaciale. Vi sono anche alcune spiagge di sabbia vulcanica. Il río Limay drena le acque di parecchi laghi del parco verso l'oceano Pacifico snodandosi, nei primi chilometri del suo percorso, in una profonda valle dalle pareti formate da rocce ignee, chiamata Valle Encantado (valle Incantata), per via delle forme stravaganti delle sue rocce, scolpite ed erose dagli eventi meteorici.

### Clima
La principale caratteristica climatica del parco nazionale è la notevole diminuzione delle precipitazioni procedendo da ovest verso est. Questa particolarità è il prodotto dell'ombra pluviometrica esercitata dalla cordigliera delle Ande, che funge da barriera ai venti umidi dell'oceano Pacifico, spiranti costantemente per quasi tutto l'anno. Mentre nella zona di Puerto Blest e del Lago Frías, in prossimità del confine con il Cile, si registrano oltre 4.000 mm di pioggia all'anno, nella steppa patagonica dell'estremo est se ne registrano solamente 600 mm all'anno.
Le precipitazioni sono concentrate principalmente in autunno e in inverno, quando sono frequenti anche le nevicate. Le temperature variano con l'altitudine, portando a 2.200 m s.l.m. il limite delle nevi perenni. Ad 800 metri la media annuale delle temperature è di 8 °C. Il valore medio nel mese di gennaio è di 15 °C mentre nel mese di luglio è di 2 °C. I valori estremi sono compresi tra i 33 °C e i -15 °C.

## Flora

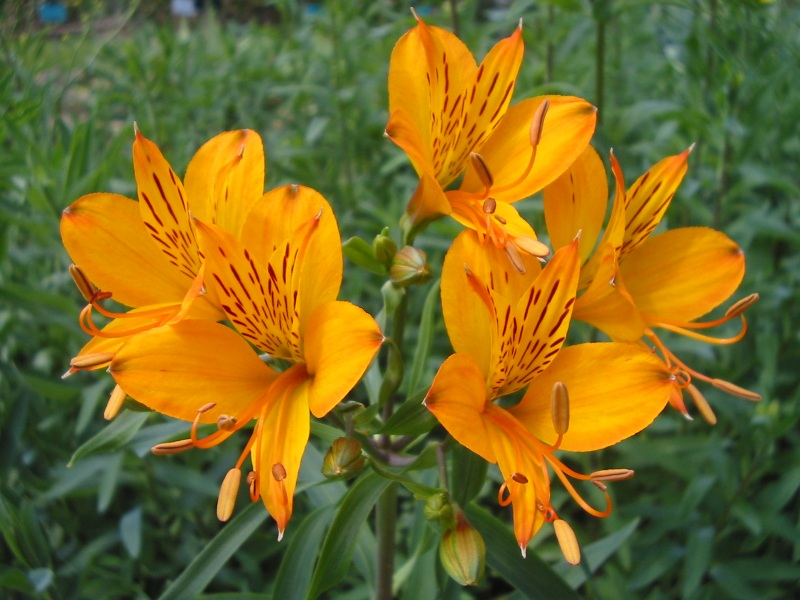
Fiori di Alstroemeria patagonica.

Nella zona del parco possono essere identificati quattro tipi di ecosistema, caratterizzati da un'ampia variabilità nel livello delle precipitazioni. L'orografia influenza notevolmente l'afflusso d'aria umida proveniente dall'oceano Pacifico al punto da determinare una grande differenza nella quantità annuale delle precipitazioni. Anche le differenze di quota, variabili tra i 3.000 metri delle cime più elevate ai 650 metri delle coste lacuali, contribuiscono a determinare la variabilità degli ecosistemi, che possono quindi essere identificati in: zona della montagna andina, bosco umido, bosco andino-patagonico e steppa patagonica.

### Montagna andina

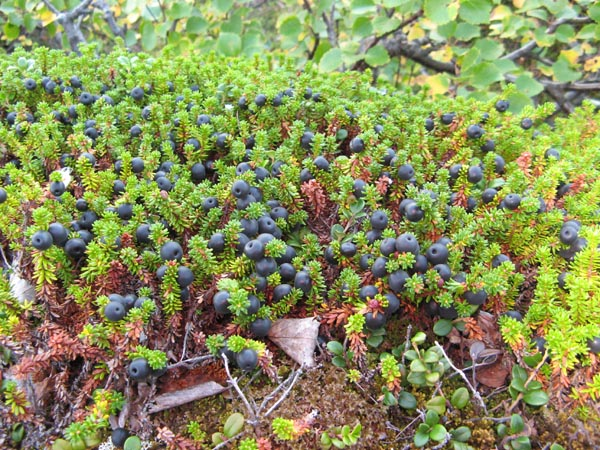
Il mirtillo (Empetrum nigrum), caratteristico per le bacche commestibili, vegeta sulle falde delle montagne.

L'ecosistema della montagna andina si trova a quote superiori ai 1.600-1.700 metri, corrispondente alla parte alta delle montagne, dove non si trovano più i boschi. Il territorio è caratterizzato da massicci rocciosi e pietraie, ove si possono trovare prati e piccole valli montane isolate nei punti di confluenza dei torrenti alimentati dalle acque del disgelo. Nella parte bassa si trovano alcuni stagni e pozze d'acqua come la Laguna Jakob, la Laguna Verde e la Laguna Ilion. Questa zona copre un'area equivalente al 19% della superficie totale del parco.
Le condizioni ambientali sono molto rigorose in quanto la zona è esposta ai venti e alle nevicate per buona parte dell'anno, l'umidità è ridotta e vi è una grande escursione termica tra il giorno e la notte. L'esposizione ai forti venti, che spirano costantemente da ovest, e la radiazione solare contribuiscono a rendere questo ambiente piuttosto inospitale. La zona è ricoperta da una coltre di neve dalla fine dell'autunno (mese di maggio) alla primavera inoltrata (ottobre-novembre).
Per questo motivo la vegetazione assume un carattere arbustivo e si sviluppa principalmente nelle zone che offrono maggiore riparo dalle condizioni climatiche estreme. Durante il periodo compreso tra dicembre e marzo, quando la vegetazione recupera l'energia per far fronte alle dure condizioni che prevalgono per tutto il resto dell'anno, nei piccoli prati si sviluppano vistose fioriture di almeno 250 specie vegetali differenti, tra le quali spiccano le asteraceae, i muschi, le graminacee. Si distinguono per bellezza i fiori della stella delle Ande e i piccoli cespugli del mirtillo (Empetrum nigrum). Il Senecio carbonensis, la Abrotanella diemii e la Menonvillea hirsuta sono specie endemiche del parco. Sulle rocce crescono anche licheni dai vistosi colori.
Alle basse altitudini, nelle vicinanze di alcuni stagni, vegetano piccole formazioni boscose di Nothofagus pumilio che, per via del peso della neve sui loro rami non sviluppano per un'altezza superiore ai 2 o 3 metri. Nei piccoli specchi d'acqua, nella stagione estiva, si possono osservare i girini.

### Bosco umido (o bosco valdiviano)

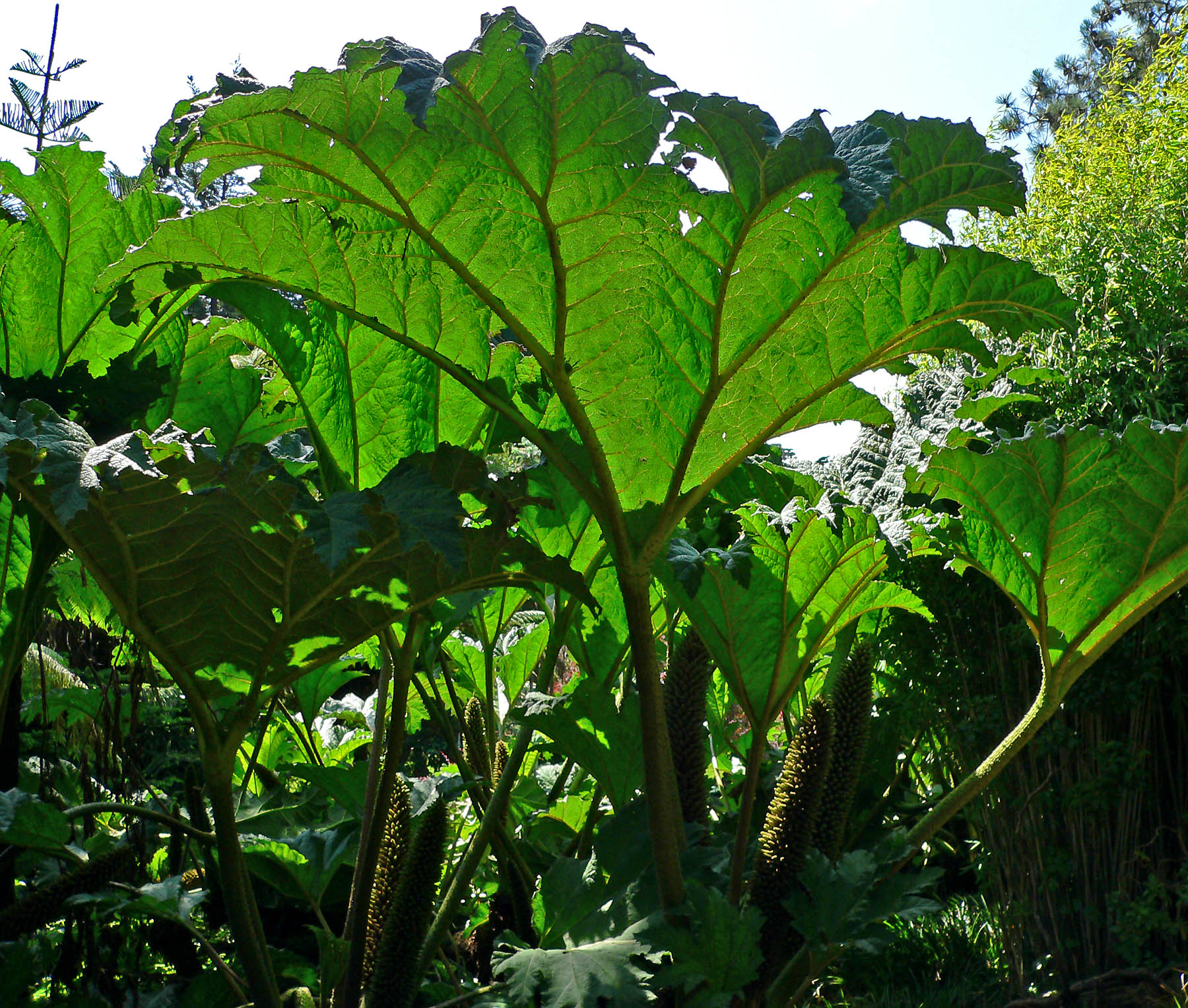
La nalca (Gunnera tinctoria), tipica del bosco valdiviano.

Il bosco umido vegeta nell'estremo ovest del parco, nella zona al confine con il Cile e, più precisamente tra Puerto Blest e il Lago Frías, in prossimità del Cerro Tronador, dove le precipitazioni raggiungono i 4.000 millimetri all'anno. L'elevata quantità di precipitazioni determina lo sviluppo di una vegetazione lussureggiante, dalle intense tonalità del verde, in un ecosistema denominato bosco valdiviano.
Questa foresta dal clima freddo ospita varie specie vegetali come Pilgerodendron uviferum,  Lomatia ferruginea,  Podocarpus nubigenus e varie specie del genere Saxegothaea. Vi si trovano anche esemplari giganti di Fitzroya cupressoides, una conifera molto longeva che può vivere anche oltre 4.000 anni; si possono osservare numerosi vecchi esemplari di questa specie lungo la strada che unisce Puerto Blest con il Lago Frías, oppure in prossimità della Laguna Los Cántaros e della Cascada Los Cántaros. La presenza di liane e specie come Chusquea culeou rendono il sottobosco, in alcune zone, impenetrabile. Nelle radure si sviluppano esemplari di Gunnera tinctoria, che richiamano l'attenzione per le grandi foglie dal colore verde intenso che raggiungono anche 1,5 metri di diametro. Numerosissimi fiori dai colori accesi crescono nell'ambiente umido delle cascate, tra i quali si menziona  Baccharis chilco.

### Bosco andino-patagonico

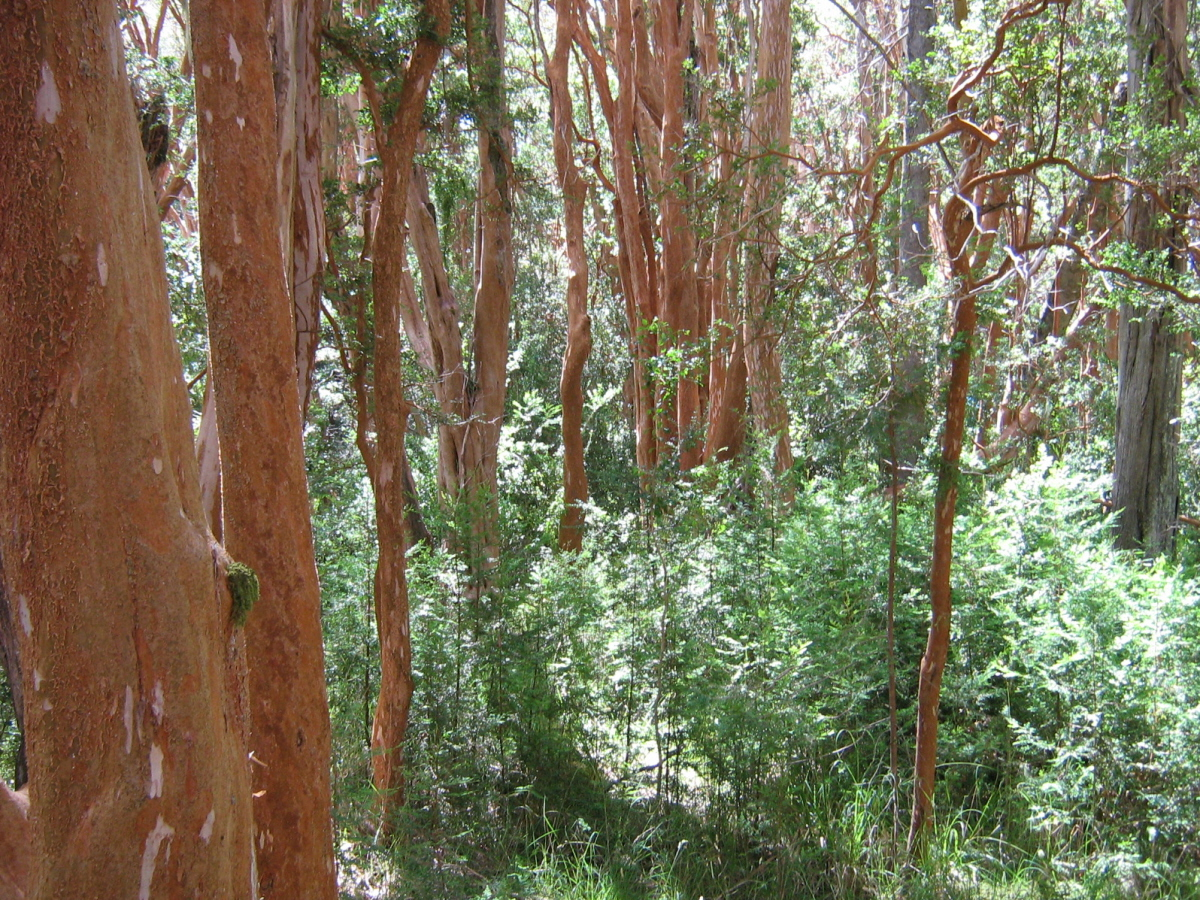
Boschetto composto da esemplari di Luma chequen.

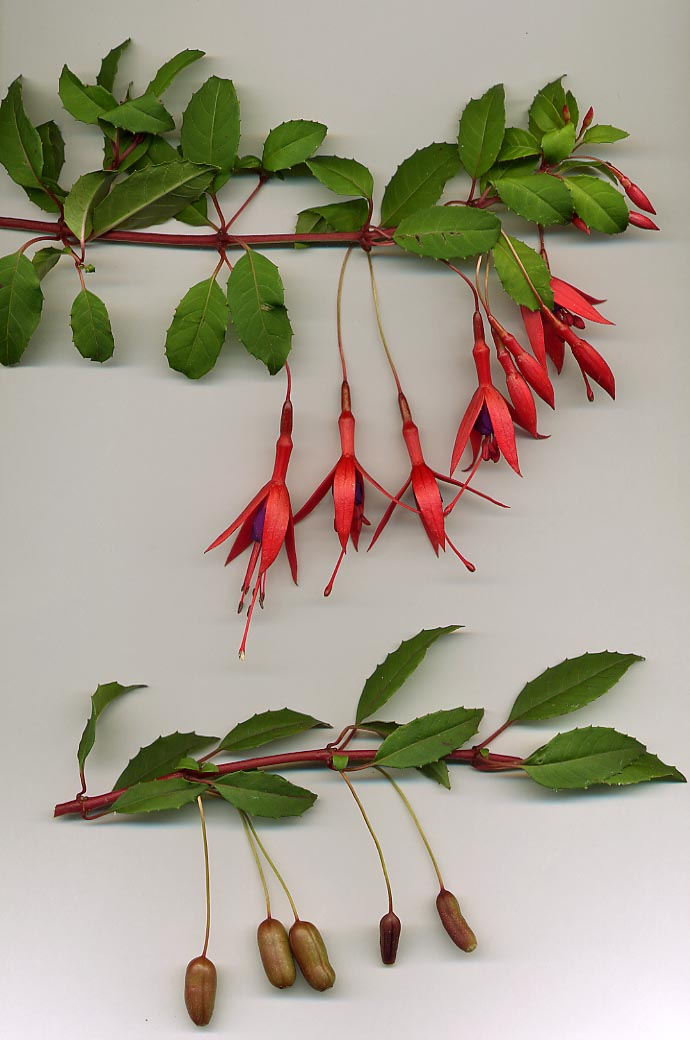
Fiori e frutti della Fuchsia magellanica, specie tipica dei luoghi ombrosi.

Il bosco andino-patagonico o bosco di transizione, si estende ad est del bosco umido fino ai confini della steppa patagonica. La zona ha un'estensione di circa 15 chilometri, da est ad ovest, e copre, approssimativamente, il 14% della superficie totale del parco. Il regime delle precipitazioni oscilla tra i 600 e i 1.200 mm all'anno, distribuiti principalmente nei mesi tra aprile e agosto. La flora è rappresentata da una grande varietà di alberi, principalmente conifere e fagacee.
Si tratta di un bosco rado formato da cipresso della cordigliera (o cipresso patagonico), Lomatia hirsuta, Nothofagus antarctica e Maytenus boaria. La specie simbolo di questo ecosistema è il cipresso che si eleva, con il suo profilo conico, sulle pendici delle montagne. Il cipresso si trova nell'estremo orientale del parco e nella zona della steppa, con significative popolazioni nella zona della Valle Encantado. Altre specie arboree che vegetano nella regione sono Nothofagus alpina, Fitzroya cupressoides, Laurelia sempervirens, Nothofagus obliqua, Lomatia ferruginea e Drimys winteri.
A quote superiori ai 1.000 metri si ritrovano piccoli boschi di Nothofagus pumilio e di Nothofagus antarctica. La prima specie, essendo decidua, dona una bella colorazione rossa alle pendici delle montagne durante l'autunno. Il sottobosco è composta da arbusti di alloro, Desfontainia spinosa, del genere Pernettya o del genere Mutisia, che si distingue per i delicati fiori color arancio, o di color lillà nella Mutisia spinosa. Altro arbusto da fiori vistosi e l'Embothrium coccineum che, durante la primavera e all'inizio dell'estate si ricopre di fiori dal colore rosso intenso. La Rosa eglanteria è invece una specie introdotta che si sta adattando e sviluppando nella regione; i suoi frutti sono utilizzati nella preparazione di dolci artigianali e dai suoi semi si ottiene un'essenza molto pregiata utilizzata nella preparazione di prodotti cosmetici. Altre specie arbustive rilevanti nella zona sono il biancospino, la Buddleja globosa, gli arbusti del genere Retama, dall'accesa colorazione gialla della fioritura, che avviene nel mese di dicembre, le specie Berberis darwinii e Berberis microphylla che producono piccole bacche commestibili e la Discaria trinervis, molto abbondante nella zona.
Vegeta inoltre l'Alstroemeria patagonica, arbusto alto 40 centimetri dai fiori arancione che colorano il sottobosco nella zona del Challuaco, del Cerro Otto e del Cerro Catedral. In questi ambienti abbonda anche il Lathyrus multiceps. Sulle pendici occidentali della Cordigliera e nelle zone in cui il livello delle precipitazioni è maggiore i cipressi cedono il posto a maestosi esemplari di Nothofagus dombeyi, mentre nel sottobosco sono molto caratteristici i densi tappeti di Chusquea culeou. Nelle radure in prossimità dei ruscelli si possono trovare i fiori gialli e delicati del genere Calceolaria, i fiori rossi dell'Ourisia ruellioides (o fiore delle cascate) e la vistosa Fuchsia magellanica. Nelle praterie aperte abbondano i pascoli erbosi colorati dalle margherite e dal dente di leone, dai caratteristici fiori gialli.
In prossimità dei laghi è possibile incontrare esemplari di Luma apiculata, con la tipica corteccia dal colore bianco-arancio.
Esistono inoltre numerosissime specie di felci, muschi, licheni, come la barba del diablo, e funghi (come il fungo del cipresso e il Llao Llao). Il llao-llao è un vistoso tumore che si osserva su esemplari di Nothofagus dombeyi e Nothofagus pumilio provocato dall'infezione di un fungo del genere Cittaria. Il fungo induce la formazione di una quantità eccessiva di cellule e un ingrandimento delle stesse (iperplasia e ipertrofia). Il fungo fruttifica producendo delle bolle spugnose dal color arancio pallido, chiamate "pan de indio", che sono commestibili.
Tra le specie parassite ed emiparassite che infestano gli alberi si trovano il Tristerix corymbosus (con i suoi fiori rosso intenso) e le Misodendraceae, o "flor de ñire", parassiti principalmente del genere Nothofagus. Il parassitismo si compie con la suzione della linfa dell'albero grazie a degli austori che penetrano nei tessuti.

### Steppa patagonica

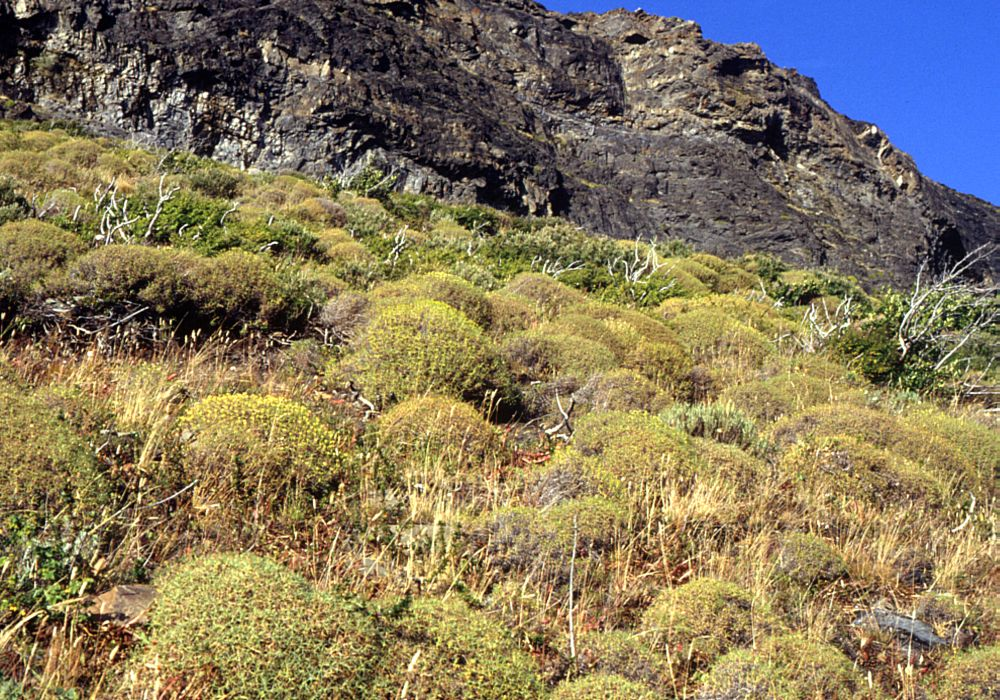
Arbusti di Mulinum spinosum nella steppa patagonica, dalla caratteristica forma a cuscino.

La steppa patagonica si sviluppa ad una quota compresa tra i 700 e i 900 m s.l.m., sulle colline situate ad est del parco. La geografia è dominata dalle mesetas e basse montagne dalle cime erose per effetto degli eventi atmosferici e con alcuni affioramenti rocciosi. La flora della zona è adattata alla minore quantità delle precipitazioni, (registrandosi livelli variabili tra i 600 e i 700 millimetri all'anno), al costante e forte vento che spira sulla cordigliera e, in generale, ai suoli molto poveri di nutrienti, pietrosi e con una scarsa quantità di materia organica. Nel bacino idrografico Atlantico vi scorrono alcuni fiumi e in poche conche interne si degli stagni occupano le depressioni de terreno.
Nelle valli della zona montuosa si trovano alcuni piccoli boschi dominati dal cipresso patagonico e piccole zone paludose dove è possibile osservare specie quali Berberis darwinii, Berberis microphylla e Maytenus boaria. La zona è caratterizzata da terreni incolti, dominati dalla Festuca gracillima e da piccoli arbusti spinosi e dalle foglie piccole come il Mulinum spinosum, varie specie di Chuquiraga, Adesmia ed Ephedra, capaci di sopravvivere negli ambienti semidesertici, ventosi e con basse temperature come quelli della steppa.

## Fauna

### Animali autoctoni

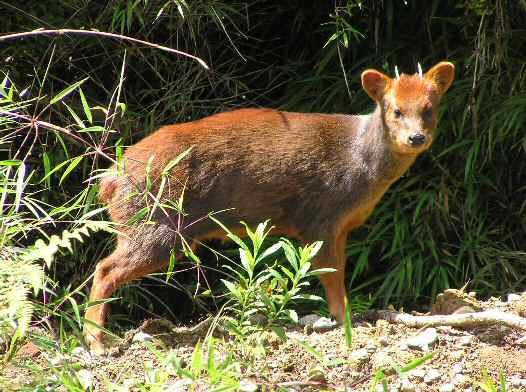
Esemplare adulto di pudú.

Il parco deve il proprio nome al giaguaro, chiamato nawel in lingua mapudungun, che fu sterminato nella prima metà degli anni 1930.
L'animale simbolo della regione è il condor andino, le cui ali possono raggiungere un'apertura di circa 3,30 metri. Il suo habitat è costituito dalle cime rocciose inaccessibili dei massicci montani, a queote intorno ai 2.500 metri. È possibile osservare il suo volteggiare maestoso intorno alle vette del Cerro Catedral e del Monte Tronador, nonostante sia possibile avvistarne degli esemplari nei gruppi rocciosi isolati della steppa patagonica.
Tra i mammiferi che popolano la regione vi è l'huemul, un cervo robusto, abile nuotatore, e dal mantello maculato. Durante l'estate l'huemul vive nelle zone elevate a nord del Nahuel Huapi, alimentandosi dell'erba delle praterie; in inverno scende verso valle alla ricerca di cibo. Un altro dei cervidi nativi che vivono nell'area del parco è il pudú, che si è guadagnato la fama di essere tra i cervi più piccoli al mondo; l'esemplare adulto pesa appena 10 chilogrammi e raggiunge un'altezza di 40 centimetri.
Nell'area del bosco andino patagonico il pudú occupa la zona umida in cui la vegetazione è più densa, dove può rifugiarsi e muoversi con facilità grazie alla sua piccola taglia. Sono stati sviluppati dei piani di riproduzione del pudù in cattività grazie ai quali si è potuto stabilire che la specie ha un ampio margine di adattabilità. Un'altra specie rara da avvistare è il piccolo colo colo o gato montés.
Il monito del monte è un piccolo mammifero marsupiale endemico che vive nel parco; di abitudini notturne è un abile saltatore. Un altro marsupiale della zona è la comadrejita patagónica, una specie di marsupiale della famiglia Didelphidae, endemica dell'Argentina, che vive in ambienti freddi e secchi.
Un curioso abitante del parco è la volpe della Patagonia, riconoscibile per la testa e le gambe rossastre, mantello grigio striato di nero e con ventre e collo bianchi. La sua lunga coda presenta ciuffi di pelo grigio che tende al nero in prossimità della punta. Vive nei boschi di caducifoglie e nella steppa. La pressione esercitata dalla presenza dell'uomo lo ha confinato nelle zone meno frequentate del parco nonostante frequenti le zone di campeggio alla ricerca d cibo. L'elusivo tucu tucu patagonico è un piccolo roditore che vive in gallerie che scava nel terreno; si alimenta di germogli e radici.
Negli ambienti lacustri tranquilli e nelle zone di fitta vegetazione vive una rara specie di nutria nativa chiamata huillín, attualmente in pericolo di estinzione. È un'abile nuotatrice anche grazie alle sue corte zampe dotate di membrana interdigitale e il suo corpo snello è ricoperto da una pelliccia marrone. Si alimenta di piccoli crostacei, granchi e gamberi.

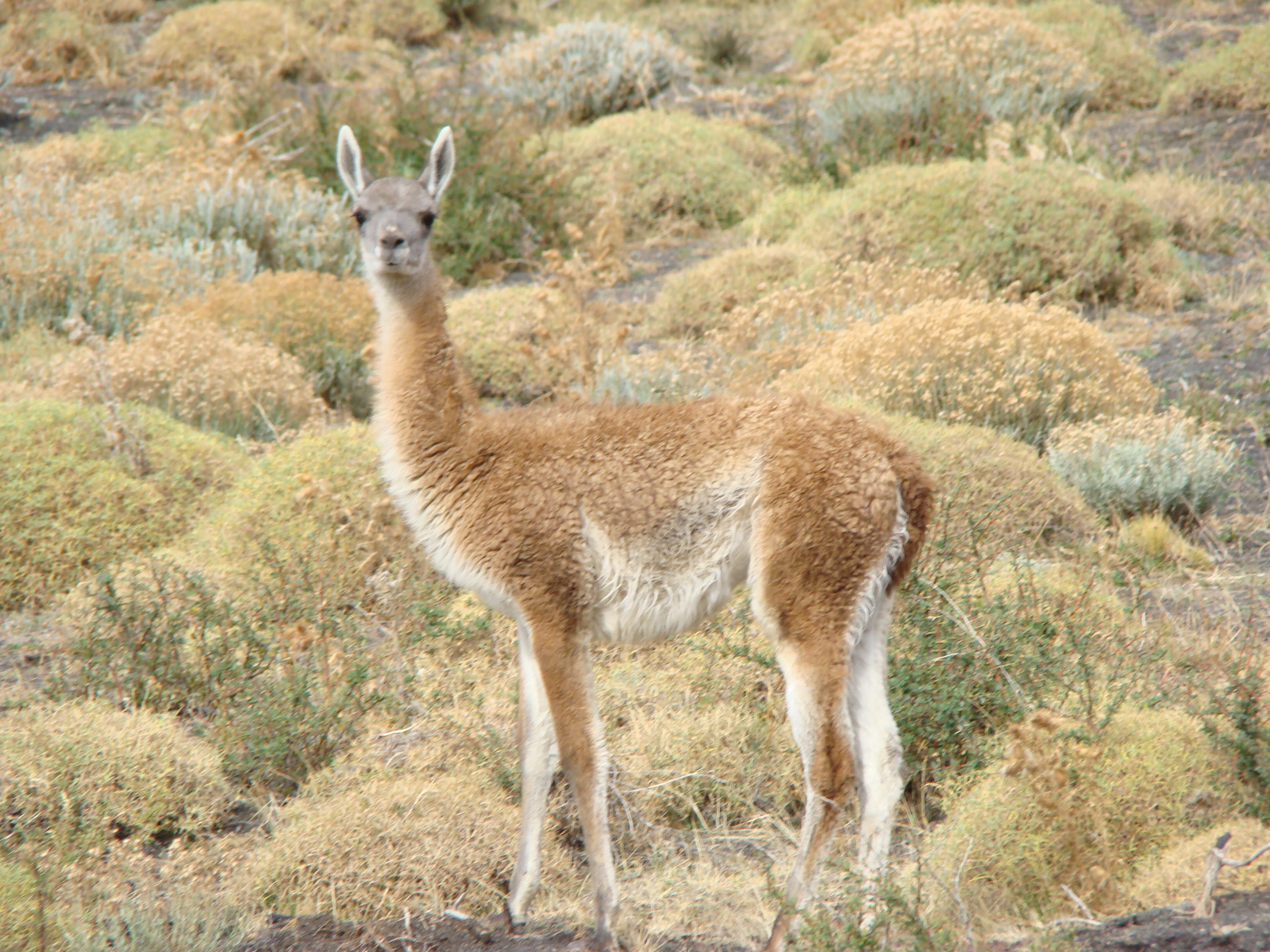
Il guanaco, tipico abitante della steppa.

Nella zona della steppa se incontrano piccoli gruppi di guanaco, un camelide molto agile e veloce. È il mammifero autoctono più grande, potendo raggiungere l'altezza di 1,10 metri, ed è ricoperso da una pelliccia folta che lo protegge dal freddo. Il puma è il felino più grande della regione; il suo habitat principale è rappresentato dalla steppa, dove preda il guanaco, ma lo si può trovare anche in alcune zone tranquille dei boschi. Nella steppa si trovano anche le colonie di cincillà, un roditore che vive nelle zone rocciose selvagge e con scarsa vegetazione. Di corporatura massiccia è caratteristico per le sue grandi orecchie e la coda larga piegata in avanti. La fauna della steppa comprende anche il veloce ñandú e le lepri, queste ultime introdotte.

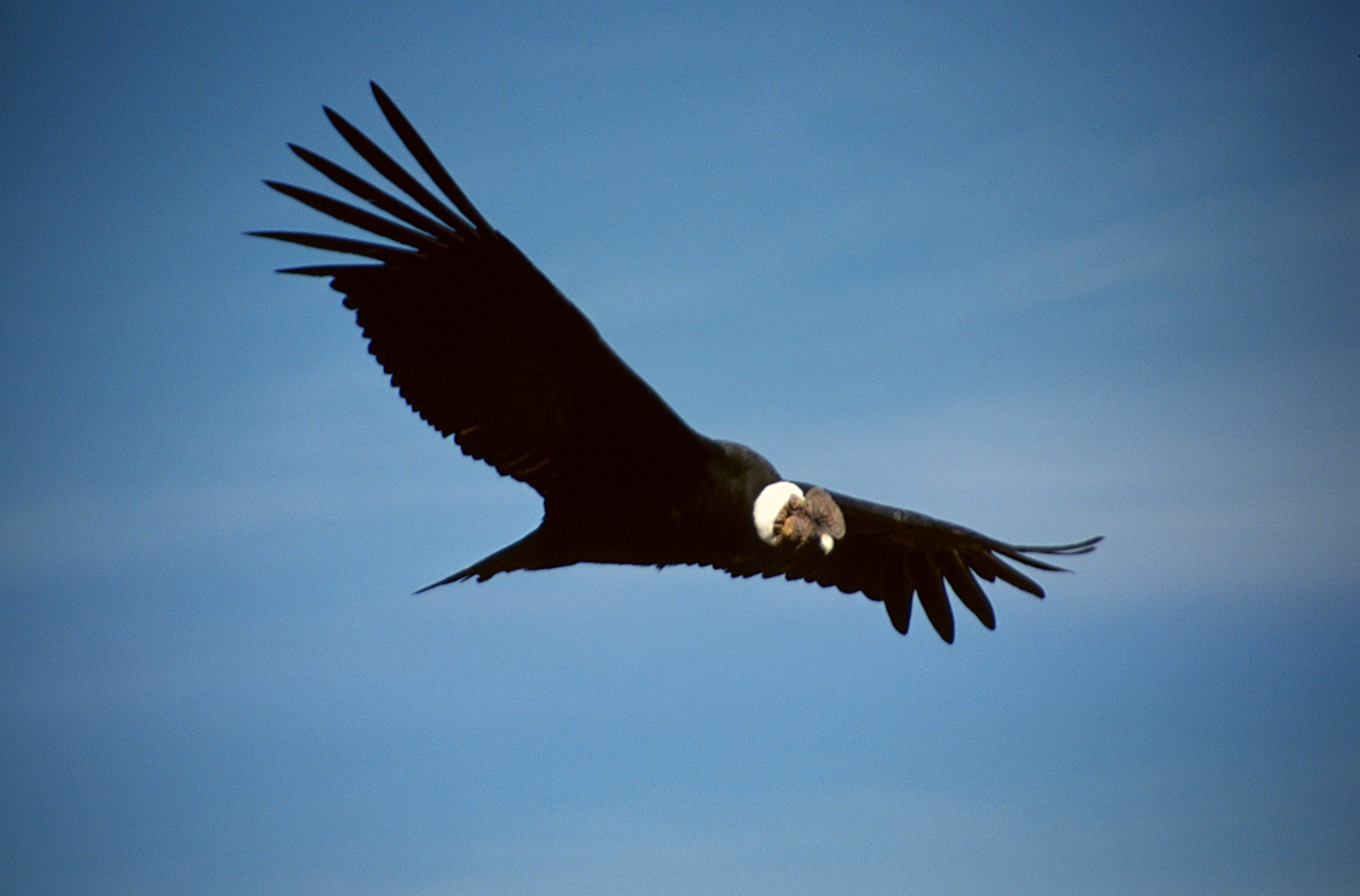
Condor andino.

È inoltre presente una grande varietà di uccelli, tra i quali l'ibis collocamoscio, la pavoncella del Cile e l'oca di Magellano che si trovano nelle praterie umide mentre nei boschi è possibile osservare il picchio di Magellano, dal piumaggio del corpo color nero e la testa rossa, il tordo della Patagonia e i colibrí dal piumaggio variopinto. Il chucao vive invece nel sottobosco, spostandosi con piccoli saltelli o con voli molto corti.
Sulle scogliere inaccessibili si appostano i cormorani imperiali, che generalmente si osservano in ambiente marino. Nei laghi è presente lo zafferano meridionale, che ha l'abitudine di seguire la scie delle imbarcazioni turistiche che solcano le acque dei laghi.
Lungo i torrenti è possibile osservare il martin pescatore mentre pesca. Le zone aperte a quote elevate sono l'habitat del Coragyps atratus e del Circus cinereus.
Per via del clima freddo non esiste una grande varietà di insetti. Durante l'estate nelle aree della cordigliera si osservano varie specie di tafani. La zona è stata inoltre colonizzata da una vespa carnivora denominata chaqueta amarilla, una specie originaria dell'Europa che alla fine degli anni novanta si è espansa in tutta la regione Andino-Patagonica. Questa specie si distingue per la sua grande adattabilità alle diverse condizioni ambientali e per la carenza di nemici naturali che, sommato alla sua grande voracità ne fanno un problema per la regione.

### Animali introdotti
Agli inizi del XX secolo furono introdotti nella regione, con lo scopo di poterli cacciare, esemplari della grossa fauna della regione oloartica che si sono acclimatati e adattati eccellentemente al clima della zona. Gli esemplari introdotti sono il cinghiale (Sus scrofa), il cervo europeo (Cervus elaphus), il cervo chital (Axis axis) e il daino (Dama dama). Anche la lepre è stata introdotta dai coloni europei acclimatandosi perfettamente nella regione.
Nei confini del parco si trovano anche alcune piccole aziende agricole le cui origini risalgono ai tempi in cui il parco ancora non esisteva. In queste fattorie vengono allevati bovini da latte e da carne ed ovini.

### Pesci
La fauna ittica è composta da specie quali Galaxias maculatus, Percichthys trucha e Odonthesthes regia.
L'introduzione di specie di salmoni e trote esotiche risultò fortemente pregiudicante per i pesci nativi che furono predati dalle nuove specie. I laghi e gli stagni del parco presentano numerose baie protette dai canneti che fornisco alimentazione ad una numerosa popolazione di salmonidi introdotti dagli abitanti della regione. Anche all'imboccatura dei fiumi e dei ruscelli se ne possono trovare numerosi esemplari.
Tra queste specie si menzionano il salmerino di fontana (Salvelinus fontinalis), la trota iridea (Oncorhynchus mykiss) e la trota (Salmo trutta), che raggiunge un peso medio variabile tra 1 e 1,5 kg, anche se possono esserci alcuni esemplari che raggiungono anche i 3 kg. Nel parco La pesca è regolamentata ed è possibile solamente praticare attività di pesca sportiva con l'uso esche artificiali. Vi sono anche zone apposite per la pesca con la mosca.

## Organizzazione e amministrazione del parco
Il parco è suddiviso in tre zone:
- parco nazionale
- riserva nazionale
- riserva naturale

Ogni zona è tutelata da un livello di protezione differenziato e che consente lo svolgimento delle attività umane in accordo con gli obbiettivi di conservazione prefissati per la zona specifica. Su un totale di 709.474 ettari che costituisco il parco, una superficie di 473.352 ettari è categorizzata come parco nazionale, 160.686 ettari costituiscono la riserva nazionale e 75.436 ettari sono inclusi nella zona della riserva naturale stretta.
Il parco è gestito dall'Administración de Parques Nacionales. La sede locale si trova nella città di San Carlos de Bariloche. I numerosi guardaparchi in servizio presso il parco nazionali si occupano di far rispettare i regolamenti vigenti dell'area protetta, vigilano sullo svolgimento delle attività consentite nel parco e assistono i turisti e i visitatori che ne fanno richiesta.

## Accessi

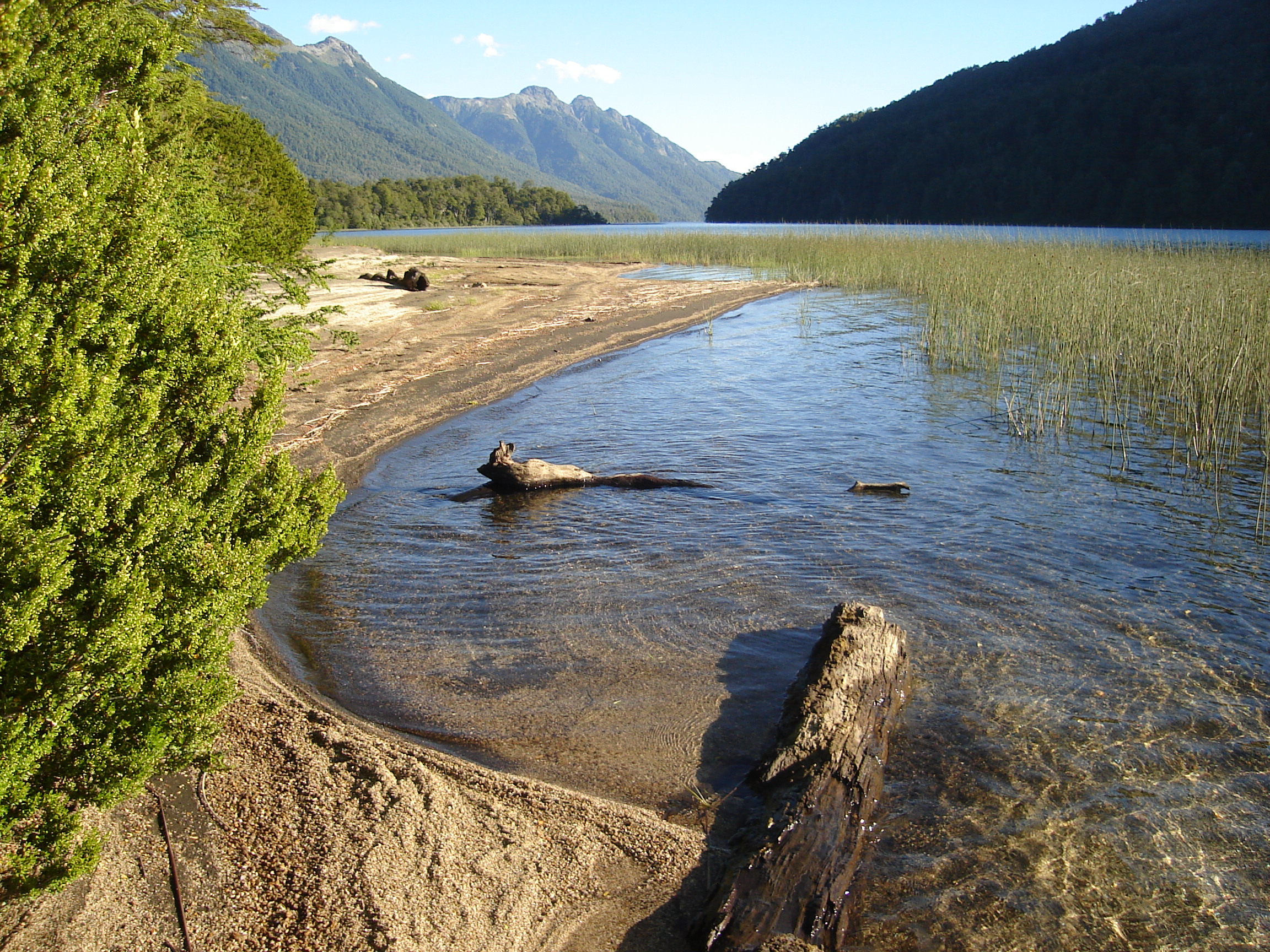
Una spiaggia del lago Correntoso lungo il Camino de los Siete Lagos.

Dalla città di Neuquén, situata a circa 400 km a nord-est del parco, l'accesso al parco è possibile percorrendo la ruta nacional Nº 237. Questa strada costituisce la principale via di comunicazione della regione ed è percorsa dalla maggior parte dei viaggiatori provenienti dalle regioni settentrionale e centrale del Paese (Buenos Aires, Córdoba, Mendoza).
È comunque possibile accedere al parco da nord dalla città di San Martín de los Andes, percorrendo la ruta nacional Nº 234 e la ruta nacional Nº 231, che costituiscono quello che viene denominato il "Camino de los Siete Lagos", o alternativamente si può accedere attraverso la ruta provincial Nº 63. Da sud l'accesso al parco nazionale è consentito dalla ruta nacional Nº 258, collegata con la località di El Bolsón.
I collegamenti aerei sono garantiti dall'aeroporto internazionale di San Carlos de Bariloche, la quale è collegata giornalmente con voli dalla capitale, Buenos Aires.
Il parco è collegato con il Cile attraverso tre varchi di frontiera seguendo:
- la ruta nacional Nº 231, che oltrepassa la Cordigliera delle Ande nel Paso Puyehue;
- la ruta provincial N° 83, che oltrepassa la Cordigliera delle Ande nel Paso Cochamó;
- l'attraversamento lacustre del Paso Perez Rosales.

## L'attività umana e l'impatto sull'ecosistema del parco

### Comuni del parco
- Colonia Suiza
- Dina Huapi
- San Carlos de Bariloche
- Villa La Angostura
- Villa Llanquín
- Villa Traful

### Turismo

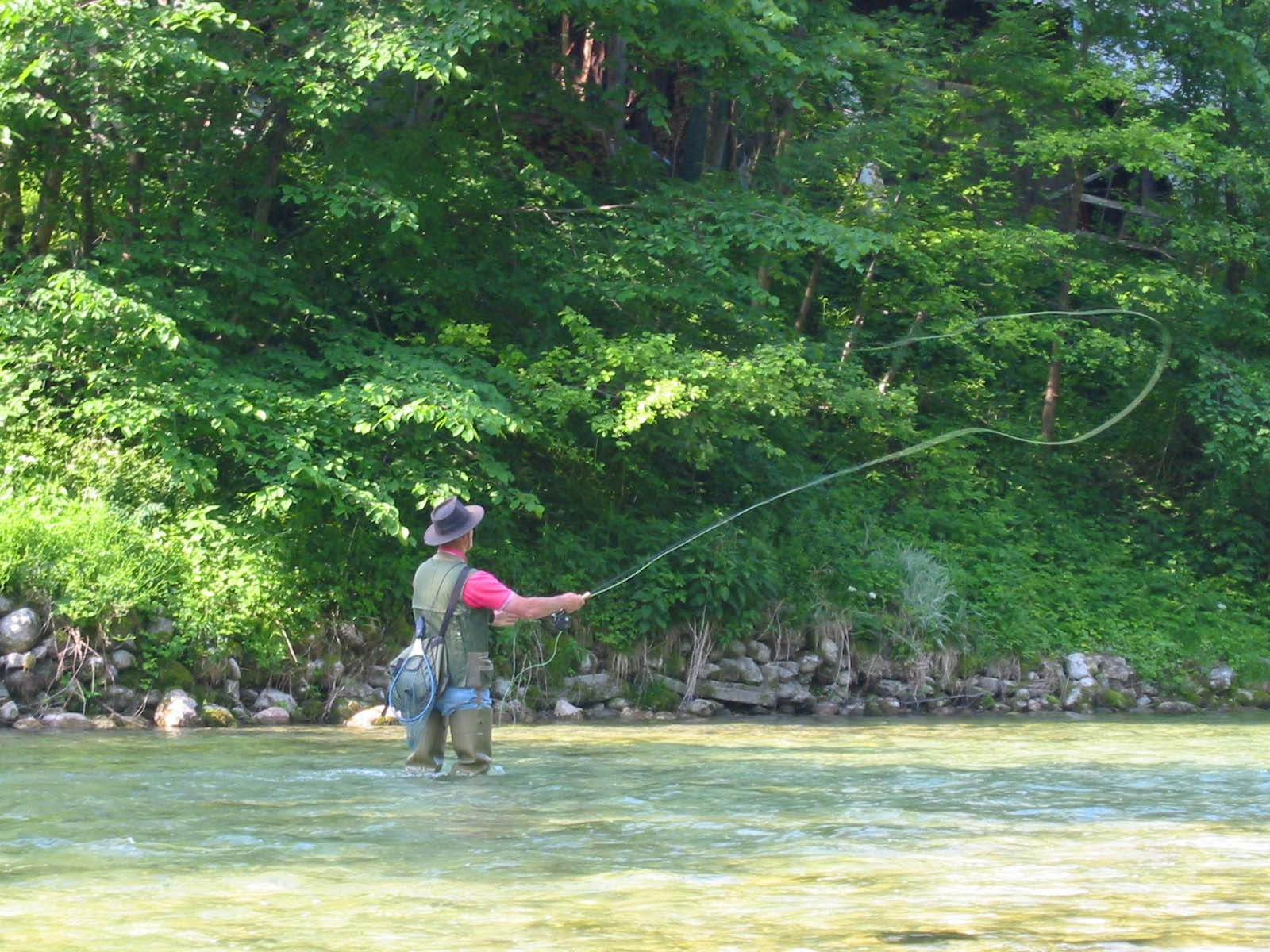
Nel parco esistono zone in cui praticare la pesca con la mosca.

Il Nahuel Huapi offre numerose alternative per il turismo; il numero dei visitatori si aggira sulle 600.000 persone all'anno. Tra le attività che si possono svolgere vi sono l'escursionismo, la scalata su roccia o ghiaccio, la cavalcata, il campeggio, la navigazione e la pesca. Durante l'inverno si distinguono gli sport invernali, includendo lo sci, che si possono praticare sul Cerro Catedral e sul Cerro Bayo.
Il parco è attraversato da oltre 500 chilometri di strade e sentieri che permettono l'accesso a punti di grande bellezza, completando la ricca offerta di hotel che permettono l'alloggio in diverse zone del parco. Tra i sentieri vi sono il "Circuito Chico", che permette di percorrere con un tragitto di 2 ore la zona ubicata ad ovest della città di San Carlos de Bariloche, e il "Circuito Grande", che si estende nella zona a nord del lago Nahuel Huapi, collegando la città San Martín de los Andes con il "Camino de los Siete Lagos". Un'altra strada permette di addentrarsi nella zona sud del parco, costeggiando i laghi Gutierrez, Mascardi e Guillelmo, per arrivare fino al Cerro Tronador e alla Cascada Los Alerces.
Vi sono numerose imbarcazioni che compiono traversate sul lago Nahuel Huapi. Le principali rotte salpano dal "Puerto Pañuelo" (ubicato in prossimità del Hotel Llao Llao) o dal molo della città di San Carlos de Bariloche. Un percorso porta a Puerto Blest, Laguna Frías e alla Cascada los Cántaros mentre un altro conduce all'Isla Victoria e al parco nazionale Los Arrayanes. Anche nel lago Mascardi vi è un'imbarcazione chi compie tragitti turistici.
Nel parco è presente un'estesa rete di sentieri pedonali attraverso i quali è possibile accedere, a piedi o a cavallo, a molti dei suoi laghi, stagni e montagne. Alcuni di questi sentieri conducono ai rifugi di montagna amministrati e gestiti dal Club Andino Bariloche.
Sui laghi e sui fiumi del parco è inoltre possibile svolgere attività di pesca sportiva, regolata al fine di preservare l'ittiofauna. Esistono zone apposite per la pratica della pesca con la mosca.

### Impatto delle attività umane
Un numero importante di attività umane impattano negativamente sull'ambiente naturale del parco.
Per quanto riguarda la diversità della fauna e della flora, l'introduzione di specie esotiche ha portato alla competizione con la fauna nativa al punto di farne rischiare l'estinzione. Tra gli animali introdotti vi sono diverse specie di cervi, lepri e cinghiali, così come il salmone e la trota negli stagni e nei laghi. In particolare tra la fauna ittica vi è stato un calo maggiore della presenza di Specie locale come il puyen a favore delle specie invasori. Per quanto riguarda la flora, l'introduzione di diverse specie di alberi da parte dei coloni americani ed europei nella regione, sia per fini decorativi o di rimboschimento, ha causato lo arretramento delle foreste native. Anche numerose specie di piante da fiore si sono diffuse dai giardini all'ambiente naturale; un caso emblematico è quello della rosa canina, del lupino e delle ginestre.
La presenza delle città di San Carlos de Bariloche e Villa La Angostura entro i confini del parco sono importanti fonti di rischio per l'integrità dell'ambiente. L'uomo ha introdotto bovini e ovini in alcune zone, sfrutta le foreste per la legna da ardere e per il legname da costruzione e lo smaltimento dei rifiuti liquidi, e dei rifiuti in generale, sono tutte attività che minacciano l'esistenza di diversi ecosistemi che compongono il parco. Inoltre, la presenza umana ha comportato un significativo aumento della frequenza e della portata degli incendi nelle foreste e nelle praterie dell'altopiano.

### Incendi boschivi
Le caratteristiche geografiche, climatiche e la presenza umana in certe zone del parco, fanno sì che si debba dedicare un importante sforzo di prevenzione, avvistamento e lotta contro gli incendi boschivi.
Uno degli incendi più antichi di cui si abbia notizia arse per un mese nei boschi che circondano le sponde di un braccio del lago Nahuel Huapi per un'estensione di 10 chilometri. Da allora il braccio è chiamato "Brazo de la Tristeza" (braccio della Tristezza), per il desolante spettacolo dei tronchi bruciati ancora in piedi lasciati dall'incendio. A questo proposito va sottolineato il fatto che, a differenza di quanto accade con alcune specie arboree provenienti da altre parti del mondo (per esempio l'eucalyptus in Australia), che si rigenerano rapidamente dopo un incendio, il cipresso e il Nothofagus dombeyi non si rigenerano. Più recentemente, nel 1987, un fulmine che colpì un bosco di Nothofagus dombeyi nel Cerro Capilla durante un temporale estivo, scatenò un incendio di grandi proporzioni.
Molti degli incendi in epoche recenti si originano in prossimità della città di San Carlos de Bariloche dove, soprattutto in estate, le condizioni di bassa umidità e alte temperature e la pressione della popolazione aumenta la possibilità di sviluppo di incendi, alcuni accidentali mentre altri intenzionali.

#### Avvistamento e lotta contro il fuoco
Una rete di punti di osservazione e individuazione, completata da un sistema di telecamere ad infrarossi, permette l'avvistamento immediato dei principi d'incendio, aumentando considerevolmente la probabilità che possano essere estinti prima che si estendano per azione del vento.
Oltre alle unità dei vigili del fuoco ubicate nel territorio del parco, esistono una serie di organizzazioni, nell'ambito dell'amministrazione del parco nazionale, che si occupano del coordinamento delle operazioni di lotta contro gli incendi forestali. I metodi utilizzati includono la lotta diretta contro le fiamme o l'apertura di fasce controfuoco negli spazi aperti, allo scopo di rallentare l'avanzata dell'incendio. Per le operazioni di spegnimento si ricorre spesso all'incendio dei cespugli, all'uso dell'acqua, dispersa sulle fiamme per mezzo di idranti o con l'aiuto degli elicotteri, equipaggiati con grandi contenitori per il carico dell'acqua.